# Jules Pellechet
 Jules Antoine François Auguste Pellechet est un architecte français, né le 13 octobre 1829 à Paris et mort le 18 septembre 1903 à Paris. 

## Biographie
Il est le fils de l'architecte Auguste Pellechet (1789-1871). Ancien élève de l'École polytechnique et de l'École des beaux-arts  (promotion de 1850) dans l'atelier d'Abel Blouet. Architecte de la section technique de l’artillerie (ministère de la guerre). Il est membre de la société centrale des architectes français depuis 1869. Chevalier de la Légion d’honneur en 1899. 
Il est actif en France, au Royaume-Uni et en Italie. 

## Principales réalisations
- Bowes Museum à Barnard Castle, (Comté de Durham), 1869-1871.
- Hôtel de Sers, 41 avenue Pierre-Ier-de-Serbie à Paris.
- Hôtel d'Essling, 8 rue Jean-Goujon à Paris, 1866.
- Hôtel Menier, 4 avenue Ruysdaël à Paris, 1875.
- Villa Huffer, Rue Nationale (Via Nazionale) à Rome. Propriété de la Banque d'Italie, (1880-1883).
- Agrandissement de l'hôtel Grimod de La Reynière, rue Boissy-d'Anglas à Paris, 1889.
- La Châtaigneraie de Retz à Chambourcy, (vers 1880).
- Dépôt central de l’artillerie, ministère de la guerre.
- Château du Plessis à Blanzy-71 pour le comte de Barbentane 1872 modification néogothique des courtines, tour Magdeleine (non réalisé) lucarnes et extension basse-cour
- Hôtel de Barbentane, 30 quai de Billy (supposé)

## Note
1. ↑  Ruth Fiori, Pellechet, Jules Antoine François Auguste sur le site du comité des travaux historiques et scientifiques.